# Adolf Moser (Fotograf)

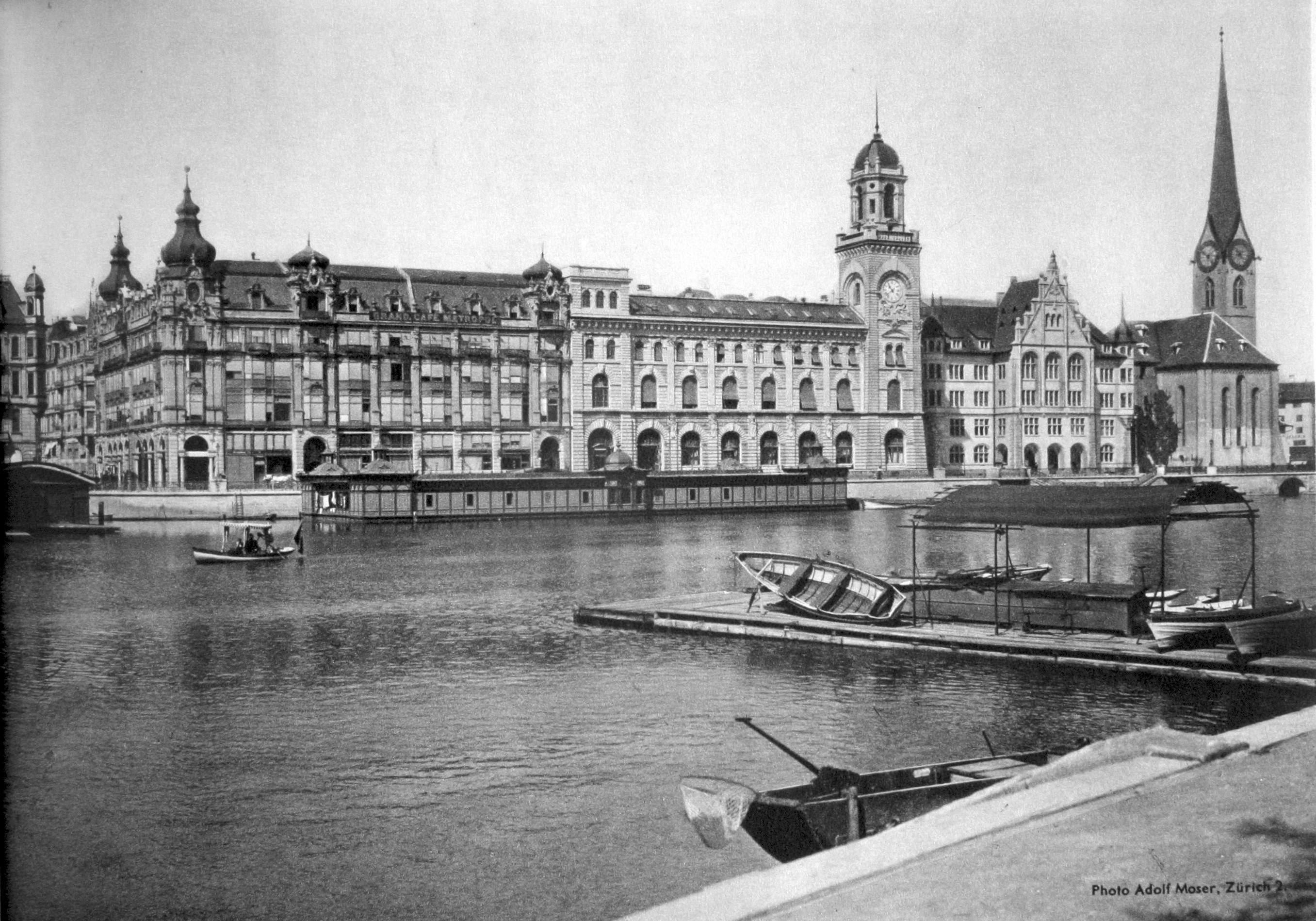
Adolf Moser: Stadthausquai Zürich 1901

Adolf Moser (* 1860 in Neudorf (Straßburg); † 9. September 1948 in Zürich) war ein aus dem Elsass stammender Fotograf, der hauptsächlich in der Stadt Zürich tätig war.

## Leben
Adolf Moser war um 1890 in die Stadt Zürich eingewandert. Zuerst wohnte er in Untermiete im Seefeld und ab 1916 in einer Wohnung an der Waffenplatzstrasse. 
Mit der Eingemeindung 1893 nahm in Zürich die Bautätigkeit stark zu und damit auch der Abriss alter Häuser. Als Zeitzeugnis für die Stadtverwaltung musste das Alte fotografisch festgehalten werden, ehe es abgerissen wurde und für die in Mode kommende Fotopostkarten waren auch die bestehenden und neue Gebäude interessant. Adolf Moser war mit seiner Kamera ein gefragter Mann. Wenn er mit seiner damals üppigen Ausrüstung (Fachkamera, Stativ, Holzkästen mit denen die gelatinebeschichteten Glasplatten als Bildträger lichtdicht transportiert wurden) auftauchte, gab es immer viele Zuschauer. 
Moser lebte für seinen Beruf und war unverheiratet. In seiner Freizeit wirkte er im Sängerverein Harmonie (heute Konzertchor Harmonie Zürich), mit. Nach Mosers Tod kaufte der damalige Direktor des Baugeschichtlichen Archivs der Stadt Zürich die Glasplatten aus Mosers Nachlass.

## Werke
Ab 1891 führte Moser nur noch Fotoaufträge in der Stadt Zürich aus, wie aus seinen Arbeitsheften hervor geht, in denen er in Schnüerlischrift alle seine Aufträge eintrug. Moser hatte ein gutes Auge und Gespür, welche Motive sich unter anderem als Postkarten gut verkaufen würden. Er hat tausende Fotos, meist Auftragsarbeiten, in Zürich gemacht, vor allem von Gebäuden, Plätzen und Strassen. Für die Papeterie Landolt-Arbenz an der Bahnhofstrasse erstellte er zum Beispiel fotografische Stadtansichten, die der Kunde aus über 300 Sujets auswählen und in Aufbewahrungsmappen zusammenstellen konnte.
Die rund 13'000 Einheiten, Glasnegative, Stereoglasdias, flexible Negative und Diapositive lagern heute im unterirdischen Depot des Baugeschichtlichen Archivs der Stadt Zürich.

## Schriften
- Altstadt von Zürich. Stadttopographisches Album (Steckalbum). Fotograf: Adolf Moser (1860 – 1948). Herausgeber Landolt-Arbenz, Bahnhofstrasse 66, Zürich

## Ausstellung
- Die Ausstellung «Zürich – Schwarz auf Weiss» im Jahr 2018 in der Photobastei, die erste Ausstellung mit Fotos aus dem Baugeschichtlichen Archiv, enthielt mit rund 20 Prozent mehrheitlich Aufnahmen von Adolf Moser über die Jahre 1890 bis 1920.[5]